# Stig Lönngren
Erik Stig Lönngren, född 18 maj 1924 i Vena församling, Kalmar län, död 3 april 2022, var en svensk inredningsarkitekt. 
Lönngren, som var son till kyrkvärden Erik Lönngren och Hulda Andersson, avlade gesällprov vid Västerviks möbelsnickarskola 1946 och utexaminerades från Högre Konstindustriella Skolan i Stockholm 1951. Han var inredningsarkitekt hos arkitekterna Carl-Axel Acking och Sven Hesselgren 1953–1955, hos arkitekt Arne Rudberger 1955–1957 och 1959–1961, hos arkitekt Gösta Åbergh 1957–1959, hos Kooperativa förbundets arkitekt- och ingenjörskontor 1961–1965 och hos professor Peter Celsing från 1965. Lönngren var en av grundarna av HI-gruppen.